# الیمپوس کمدیا سی-۷۰۰ اولترا زوم
الیمپوس کمدیا سی-۷۰۰ اولترا زوم (به انگلیسی: Olympus Camedia C-700 Ultra Zoom) یک دوربین عکاسی ساخت شرکت الیمپوس است.